# شارلز فرانكلن هوفر
شارلز فرانكلن هوفر (بالإنجليزية: Charles Franklin Hoover)‏‏ (1865 في كليفلاند، أوهايو - 1927) هو طبيب من أمريكي. درسَ الطب في جامعة هارفارد، وعمل في فيينا وفي ستراسبروغ. أصبح بروفيسورًا في الطب عام 1907. كان اهتمامه الأكبر في أمراض الحجاب الحاجز والرئتين والكبد.
العلامات الطبية التي سُميت باسمه:
- علامة هوفر (شلل ساقي خفيف)
- علامة هوفر (طب الرئة)